# Zavjalov (otok)
Otok Zavjalov (rus. Остров Завьялова), bivši otok Ola (rus. Остров Ольский), relativno je veliki otok u Ohotskom moru, sjeverozapadni Tihi ocean. Nalazi se na istočnoj strani Taujskog zaljeva, 20 km zapadno od rta Taran na poluotoku Koni, te oko 50 km južno od grada Magadana.
Zavjalov je planinski otok; dug 23 km i širok 7.5 km. Na otoku rastu patuljasti bor (Pinus pumila) i patuljasta breza (Betula fruticosa). na njegovim obalama se razmnožavaju morski lavovi.
Administrativno Otok Zavyalov pripada ruskoj Magadanskoj oblasti.

## Povijest
Otok Zavjalov posjećivali su američki kitolovci koji su krstarili u potrazi za grenlandskim kitovima između 1849. i 1885. godine. Nazvali su ga eng. Bowhead Island. Kitolovci su proveli noć kampirajući na otoku u potrazi za kitovima sljedećeg jutra. Također su dobivali drvo s otoka i lovili ribu u pučini.

## Vanjske poveznice
|  | Zajednički poslužitelj ima još gradiva o temi Zavjalov (otok) |

- Magadanska oblast